# Silometopus acutus
Silometopus acutus là một loài nhện trong họ Linyphiidae.
Loài này thuộc chi Silometopus. Silometopus acutus được Herman Theodor Holm miêu tả năm 1977.